# Live at Brixton
Live at Brixton es el segundo álbum en vivo de la banda australiana de indie rock, DMA's. El álbum fue anunciado en enero de 2021 con una fecha de lanzamiento del 5 de marzo de 2021.

## Lista de canciones
| Lado uno |                    |          |  |
| N.º      | Título             | Duración |  |
| 1.       | «Feels Like 37»    | 4:30     |  |
| 2.       | «Dawning»          | 3:10     |  |
| 3.       | «Too Soon»         | 3:37     |  |
| 4.       | «Hello Girlfriend» | 4:18     |  |

| Lado dos |                |          |  |
| N.º      | Título         | Duración |  |
| 1.       | «Silver»       | 4:36     |  |
| 2.       | «Time & Money» | 5:12     |  |
| 3.       | «The Glow»     | 3:02     |  |
| 4.       | «The End»      | 5:02     |  |

| Lado tres |                              |          |  |
| N.º       | Título                       | Duración |  |
| 1.        | «Step Up the Morphine»       | 3:14     |  |
| 2.        | «Delete»                     | 4:43     |  |
| 3.        | «Life Is a Game of Changing» | 4:45     |  |
| 4.        | «In the Air»                 | 5:14     |  |
| 5.        | «Tape Deck Sick»             | 4:36     |  |

| Lado cuatro |               |          |  |
| N.º         | Título        | Duración |  |
| 1.          | «Play it Out» | 6:20     |  |
| 2.          | «Timeless»    | 4:12     |  |
| 3.          | «Lay Down»    | 5:50     |  |
| 4.          | «Your Low»    | 4:54     |  |

## Créditos
DMA's
- Thomas O'Dell – voz principal
- Matthew Mason – guitarra, coros
- Johnny Took – guitarra acústica

Personal técnico
- Jon Stone – productor
- Mike Tucci – masterización
- Chris Snow – mezclas

Diseño
- Andrew Reynolds, Shane Benson – fotografía
- William J. Canning – diseño de portada

## Posicionamiento
| Chart (2021)                  | Pico de posición |
| ----------------------------- | ---------------- |
| Australia (ARIA)              | 39               |
| Reino Unido (UK Albums Chart) | 17               |